# Чоговадзе Георгій Анатолійович
Чоговадзе Георгій Анатолійович (25 квітня 1969) — радянський стрибун у воду.
Учасник Олімпійських Ігор 1988, 1992 років.
Призер Чемпіонату світу з водних видів спорту 1991 року.
Чемпіон Європи з водних видів спорту 1987, 1989 років.